# Anna Hazare

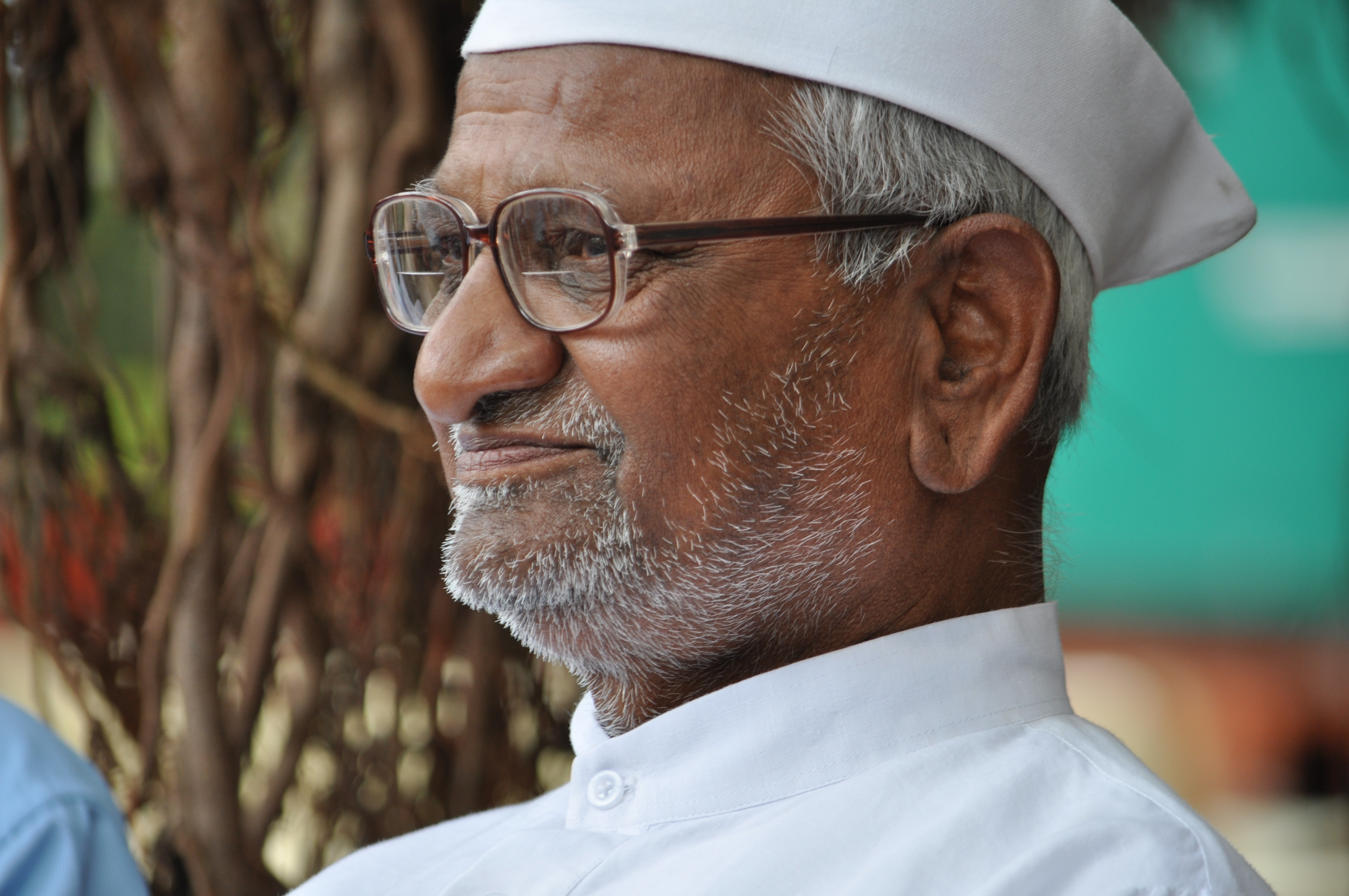
Anna Hazare 2014.

Kisan Baburao Hazare, född 15 juni 1937 eller 1938 i Bhingar i dåvarande presidentskapet Bombay, dagens Maharashtra, känd som Anna Hazare, är en indisk aktivist, som spelade en viktig roll i de protester mot Indiska myndigheters brist på insatser att bekämpa korruption, som genomfördes under 2011.

## Biografi

### Bakgrund
Hazare föddes 1937 och är hindu. 1963 tog han värvning i armén, efter att Indien förlorat gränskriget mot Kina. Under det andra indisk-pakistanska kriget var han 1965 en av få överlevande i ett pakistanskt anfall mot den gränspostering, där han var stationerad. 1975 lämnade han militären, och började arbeta för livskvaliteten i sin fattiga hemby. Liksom Mahatma Gandhi, ville han förbättra lantbrukets bärkraft. 1991 grundade han Folkrörelsen mot korruption. För sitt engagemang tilldelades han 1992 Padma Bhushan, det tredje högsta indiska ordenstecknet för civila förtjänster.

### Hungerstrejk 2011
Den 5 april 2011 inledde Hazare en hungerstrejk, för att förmå regeringen att vidta åtgärder mot korruptionen. Han utlöste en massrörelse, bland annat på Internet. Regeringen gav till slut vika för kraven och tillsatte en kommission av regeringsföreträdare och ideella aktörer, som skulle ta sig an problemet. Den 9 april avbröt Hazare därför hungerstrejken.
Då lagförslaget, som förelades parlamentet, enligt hans mening utelämnade flera punkter och var otillräckligt för att lösa korruptionsproblemet, tillkännagav Hazare att han skulle återuppta hungerstrejken den 16 augusti i en park i Delhi. Fyra timmar före den utsatta tiden greps han av polis eftersom han saknade tillstånd för sin politiska demonstration. För att bevilja tillstånd krävde polisen att protesten skulle tidsbegränsas till tre dagar och att högst 5000 personer skulle delta. Då Hazare vägrade gå med på detta, sattes han i arrest på sju dagar. Tusentals sympatisörer demonstrerade på gatorna och 1300 personer greps av polis. Efter 24 timmar erbjöds Hazare att bli frisläppt mot borgen, men vägrade och inledde sin fasta i arresten. Den 20 augusti lämnade han fängelset, efter att regeringen gett honom tillstånd att hungerstrejka under 15 dygn i parken Ramlila Maidan i New Delhi. Målet var att få parlamentet att anta en skarpare formulerad lag mot korruption, innan den innevarande sessionen upplöstes den 8 september. Men redan den 27 augusti tillkännagav Hazare att han nästa dag skulle avbryta sin fasta, efter att parlamentet utfärdat en avsiktsförklaring (Sense of the House statement ) att tillmötesgå hans krav i en kommande modifiering av lagen.

### Hazare och Kejriwal
Arvind Kejriwal, den andre ledaren inom anti-korruptionsrörelsen, ansåg i motsats till Hazare att man borde grunda ett politiskt parti. Så 2012 grundade Kejriwal Aam Aadmi Party, ett parti som därefter ställde upp i Delhis lokala parlamentsval och där blev näst största parti. Genom partibildandet och olika åsikter om regeringens lagförslag har de båda aktivisterna glidit isär från varandra politiskt.